# Дом художников в Вене
Дом художников в Вене (нем. Künstlerhaus Wien) — выставочный комплекс в центре города Вены, с главным входом с площади Карлсплац. Владельцем является «Австрийское общество художников» (нем. Gesellschaft bildender Künstler Österreichs, Künstlerhaus), которое является старейшей существующей художественной организацией в Австрии.

## История

Плакат юбилейной выставки. 1898 г.

Здание было построено между 1865 и 1868 годами и исполняла тройную функцию: было выставочным центром живописи, скульптуры, архитектуры и прикладного искусства; служило клубом для всех художников, независимо от точки зрения, качества и стиля их работы; было и является профессиональным центром венских художников. Общество художников было объединением, в котором права каждого человека уважали за универсальными принципами демократии.

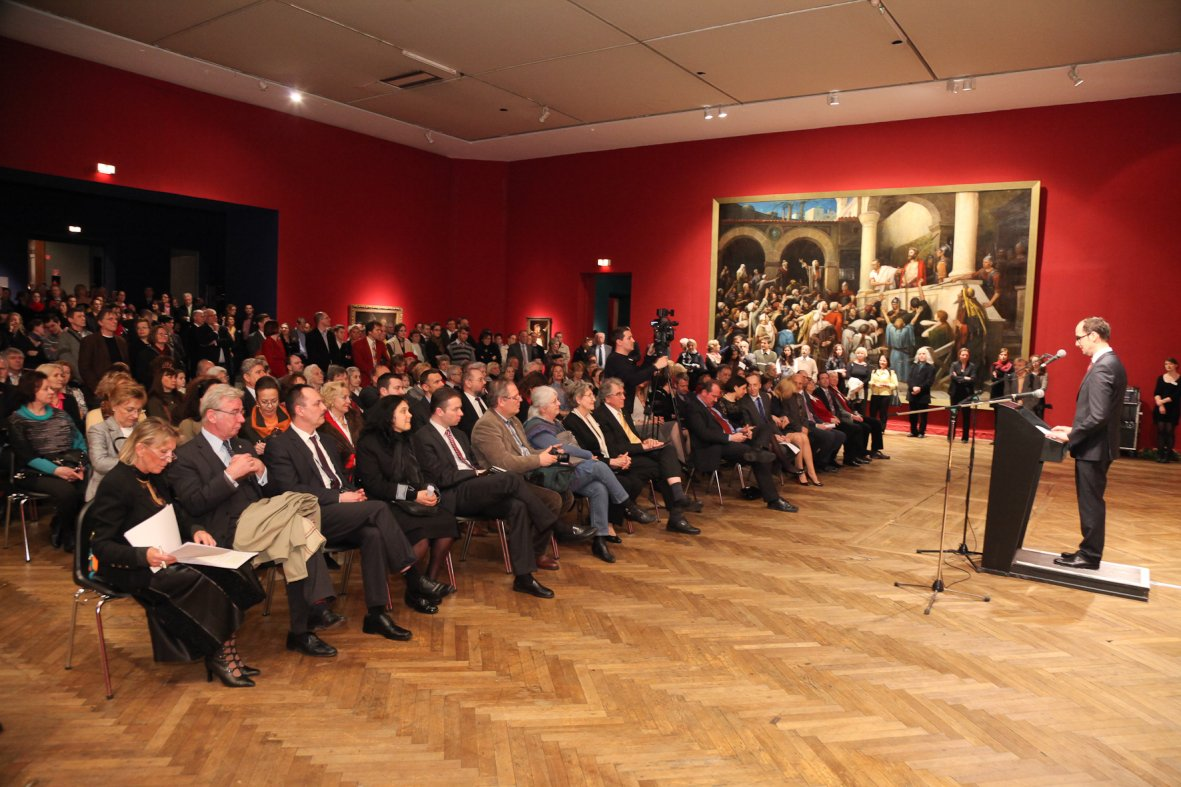
Открытие выставки. 2012 г.

Архитектором здания был Август Вебер. При строительстве использовалось несколько видов австрийского камня от венской фирмы Антона Васербургера. Замковый камень заложил император Франц Иосиф I. Здание подстроено в стиле итальянского возрождения, открыто 1 сентября 1868 года. На момент открытия было одним из первых каменных зданий на Рингштрасе. В 1882 году здание расширили, пристроив пару боковых флигелей.
В доме художников каждую весну проходит ежегодная выставка, на которой экспонируются работы созданные за последние двенадцать месяцев. Раз в четыре года происходит крупная международная художественная выставка.

## Кино
В 1949 году в правом крыле здания был открыт кинотеатр, который также используется как одно из мест для отбора кинолент для ежегодного кинофестиваля в Вене.
20 декабря 2012 года Дом художников в Вене подписал 20-летний договор с руководством Венского кинофестиваля, согласно которому «Городской кинотеатр Вены» переместился из дома № 8 на площади Шварценбергплатц в кинотеатр в Доме художников. Открытие «Городского кино» состоялось 26 сентября 2013 года фильмами «Солдат Жаннетт», «Дом радио» (нем.) и «Уроки гармонии». С 2014 года это главное место проведения и фестивальный центр Венского фестиваля короткометражных фильмов (нем.). В 1974 году здесь открыли также и театр.